# Massakern i Metgethen

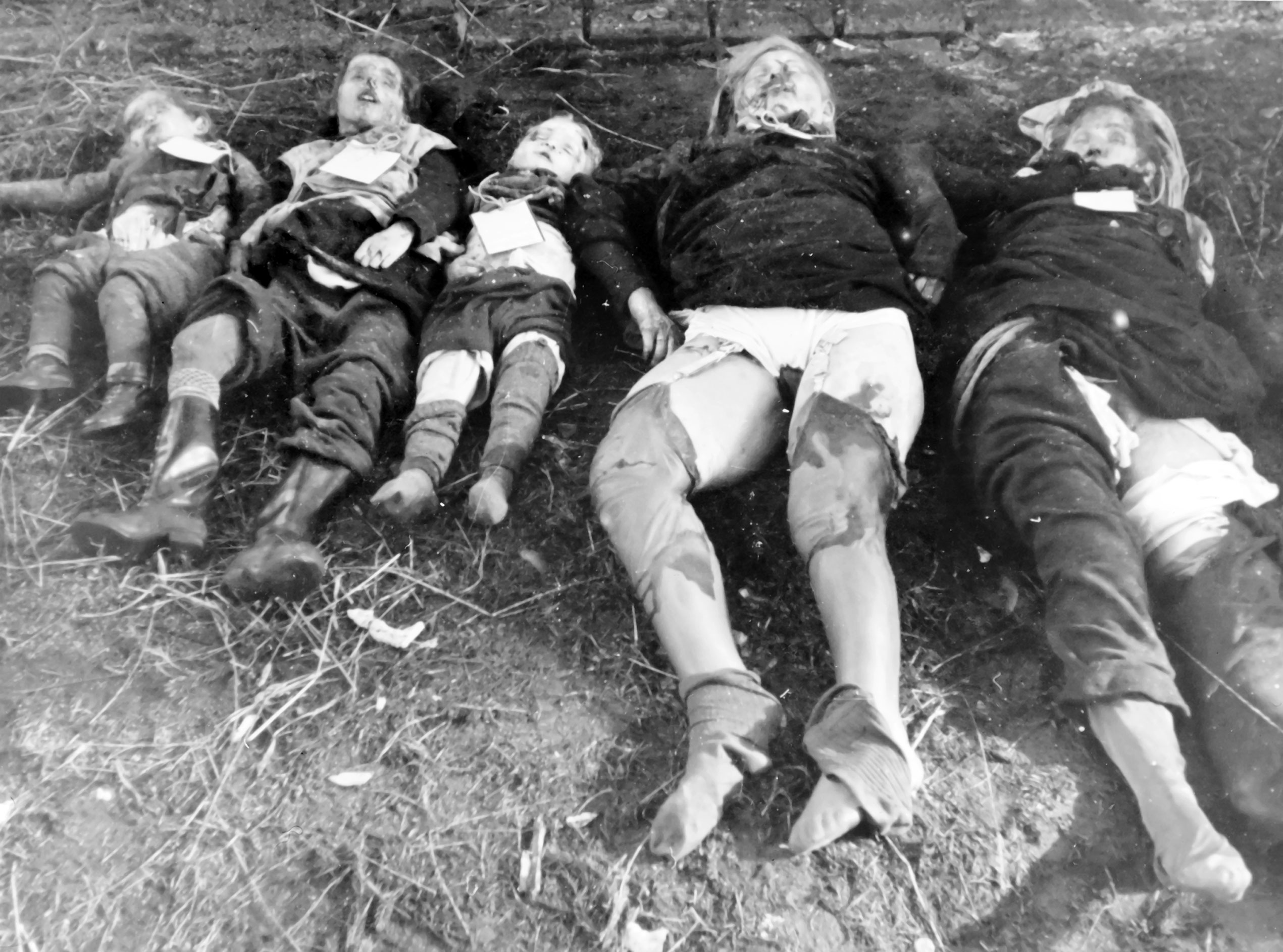
Offer för massakern i Metgethen.

Massakern i Metgethen var en massaker som ägde rum i byn Metgethen, en förort till Königsberg i dåvarande tyska Ostpreussen (nuvarande Imeni Alexandra Kosmodemyanskogo, Kaliningrad oblast) mellan den 30 januari och den 19 februari 1945, i slutet av andra världskriget. Massakern förövades av Röda armén på tyska civilpersoner under slaget om Königsberg. Ingen undersökning har gjorts för att bekräfta de uppgifter som gavs från tysk sida, och det är oklart exakt vad som ägde rum. 

## Historia
I januari 1945 attackerade ryska trupper Königsberg från norr om halvön Samland. De nådde under avanceringen fram till Frisches Haff väster om Königsberg den 30 januari och under denna process hamnade Metgethen, en by med en järnvägsstation, under rysk kontroll. Samma natt fortsatte ryssarna från Metgethen för att också ta Groß-Heydekrug. Området var under rysk kontroll i flera veckor. 
Den 19 februari återtog tyskarna Metgethen för att bryta omringningen av Königsberg och öppna vägen mellan staden och hamnen i Pillau. 
Tyska källor uppger att kropparna efter civilister, mest kvinnor och barn, då återfanns i Metgethen. Även överlevande återfanns och evakuerades till Königsberg. Röda armén uppgavs ha begått omfattande fall av våldtäkt och dödat människor genom att skjuta dem, hugga dem med bajonetter eller slå ihjäl dem. Bilder av massakern har återfunnits. 
Kapten Hermann Sommer uppgav vad han såg: 
Jag gjorde mina egna observationer den 27 februari 1945, när jag besökte Metgethen i tjänst. När jag, inte långt från järnvägsövergången till Metgethen, körde in min motorcykel i stenbrottet som ligger där för att inspektera byggnaderna för användning, hittade jag oväntat tolv kvinnor och sex barnlik bakom huset. De var alla helt nakna och låg sida vid sida ovanpå varandra i en hög. De flesta av barnen hade fått sina skallar inslagna av ett hårt föremål eller så perforerades deras små kroppar av otaliga slag från bajonetter. Kvinnor, oftast mellan 40 och 60 år, dödades också med knivar och bajonetter. Alla av dem hade tydligt synliga svarta och blå fläckar från slag."  Adjutanten Karl August Knorr uppgav att han på ett öppet område sett två kvinnor i tjugoårsåldern, som var bundna med fötterna vid två bilar och sedan slets i bitar, samt att "Omkring 60 kvinnor togs från en närliggande villa, varav hälften var nära galenskap... De hade våldtagits  i genomsnitt 60-70 gånger om dagen."
Enligt Hermann Sommers utlåtande förstördes hans kontor i Königsberg, tillsammans med allt material där, av en artilleriträff den 2 april 1945. Inget annat av utrednings- och propagandamaterialet överlevde, med undantag för ett album med 26 fotografier, som har titeln "Fotorapport om tyskar mördade och vanhelgade av bolsjevikerna i Metgethen” samt en nota ”Befälhavaren för Säkerhetspolisen, Königsberg Pr.”.